# Jorge Díaz Almeida
Jorge Gisleno Díaz Almeida (Fraile Muerto, Cerro Largo, 30 de abril de 1967) es un abogado uruguayo, que se desempeñó como magistrado judicial entre 1994 y 2012, Fiscal de Corte y Procurador General de la Nación  entre 2012 y 2021 y abogado entre 2021 y 2024.  Actual Prosecretario de la Presidencia de Uruguay desde el 1° de marzo de 2025.

## Primeros años
Nació en Fraile Muerto el 30 de abril de 1967.
Cursó estudios en la Facultad de Derecho de la Universidad de la República, donde obtuvo el título de abogado en 1994.

## Juez de Paz en el interior
En mayo de 1994 inició su carrera judicial como Juez de Paz de la 11° sección judicial de Canelones con sede en San Ramón.
En octubre de 1995 fue trasladado al Juzgado de Paz de la 19° sección de Canelones con sede en Ciudad de la Costa,y en diciembre de dicho año al de la 22° sección del mismo departamento, ubicado en Capitán Juan Antonio Artigas.
En febrero de 1998 fue designado Juez de Paz Departamental de Mercedes.

## Juez Letrado en el interior
En abril de 2000 ascendió a Juez Letrado de Paso de los Toros.
En junio de 2002 fue transferido al Juzgado Letrado de Paysandú de Segundo Turnoy en agosto de 2003 al Juzgado Letrado de Maldonado de Segundo Turno.
Por último, desde mayo de 2004 fue Juez Letrado de Ciudad de la Costa de Tercer Turno.

## Juez Letrado en la capital
En noviembre de 2005 fue ascendido a cumplir funciones en Montevideo como Juez Letrado en lo Penal de Cuarto Turno. En diciembre de 2008 fue nombrado titular del Juzgado Letrado en lo Penal Especializado en Crimen Organizado, uno de los dos juzgados con dicha competencia que acababan de crearse.

## Fiscal de Corte
Tras la renuncia a la Fiscalía de Corte de Rafael Ubiría al finalizar el año 2011, el gobierno de José Mujica propuso a Díaz como su sucesor. Tras obtener la venia de la Cámara de Senadores por unanimidad,el 16 de abril de 2012 Díaz fue designado como nuevo Fiscal de Corte y Procurador General de la Nación.
Su gestión en la Fiscalía de Corte mantuvo un alto perfil público y se vio signada por dos cambios fundamentales. Por un lado, la transformación, mediante la ley 19.334 aprobada en el año 2015, de la Fiscalía General de la Nación en un servicio descentralizado con mayor grado de autonomía administrativa respecto del Poder Ejecutivo del que tenía anteriormente como dependencia del Ministerio de Educación y Cultura.
En segundo lugar, el advenimiento de un nuevo Código del Proceso Penal, aprobado por ley 19.293 a fines del año 2014, que tras sucesivas modificaciones y prórrogas comenzó a regir en noviembre de 2017,y que implicó el cambio de un sistema penal inquisitivo a uno acusatorio y adversarial con procesos orales, asumiendo la Fiscalía el rol de instrucción de las investigaciones antes asignado al Poder Judicial. Díaz tuvo un papel protagónico en la implementación del nuevo sistema y en la defensa mediática del mismo.

## Actividad profesional posterior
Conforme al artículo 2 de la ley 19.334, que reiteró lo establecido en disposiciones anteriores, la duración máxima del cargo de Fiscal de Corte es de diez años,por lo que Díaz podía permanecer en el mismo hasta abril de 2022. Sin embargo, presentó su renuncia seis meses antes, en octubre de 2021,la que le fue aceptada el 11 de octubre pero con retroactividad al 6 del mismo mes.
Con posterioridad a su retiro de la función pública, Díaz se ha dedicado al ejercicio de la profesión de abogado en forma particular,lo que ha despertado críticas de algunos sectores.

## Actualidad
En diciembre de 2024, Díaz fue anunciado por el presidente electo Yamandú Orsi como futuro Prosecretario de la Presidencia.